# 佩尔蒂·莱赫托宁
佩尔蒂·莱赫托宁（芬蘭語：Pertti Lehtonen，1956年10月18日—），芬兰男子冰球运动员，场上位置是后卫。他曾代表芬兰国家队参加1984年冬季奥林匹克运动会冰球比赛，获得第六名。